# Клоатр Сен Тегонек
Клоатр Сен Тегонек (фр. Cloître-Saint-Thégonnec) је насељено место у Француској у региону Бретања, у департману Финистер.
По подацима из 2011. године у општини је живело 653 становника, а густина насељености је износила 22,93 становника/km².

## Демографија
| 1962. | 1968. | 1975. | 1982. | 1990. | 2011. |
| ----- | ----- | ----- | ----- | ----- | ----- |
| 647   | 566   | 518   | 561   | 566   | 653   |